# Gia Kiệm
Gia Kiệm is een xã in het district Thống Nhất, een van de districten in de provincie Đồng Nai. Gia Kiệm ligt aan de Quốc lộ 20, de weg die Quốc lộ 1A bij Dầu Giây met Đà Lạt in de provincie Lâm Đồng verbindt.